# Riekofen
Riekofen ist eine Gemeinde im Oberpfälzer Landkreis Regensburg in Bayern. Die Gemeinde ist Mitglied der Verwaltungsgemeinschaft Sünching.
Es ist die kleinste Gemeinde im Landkreis.

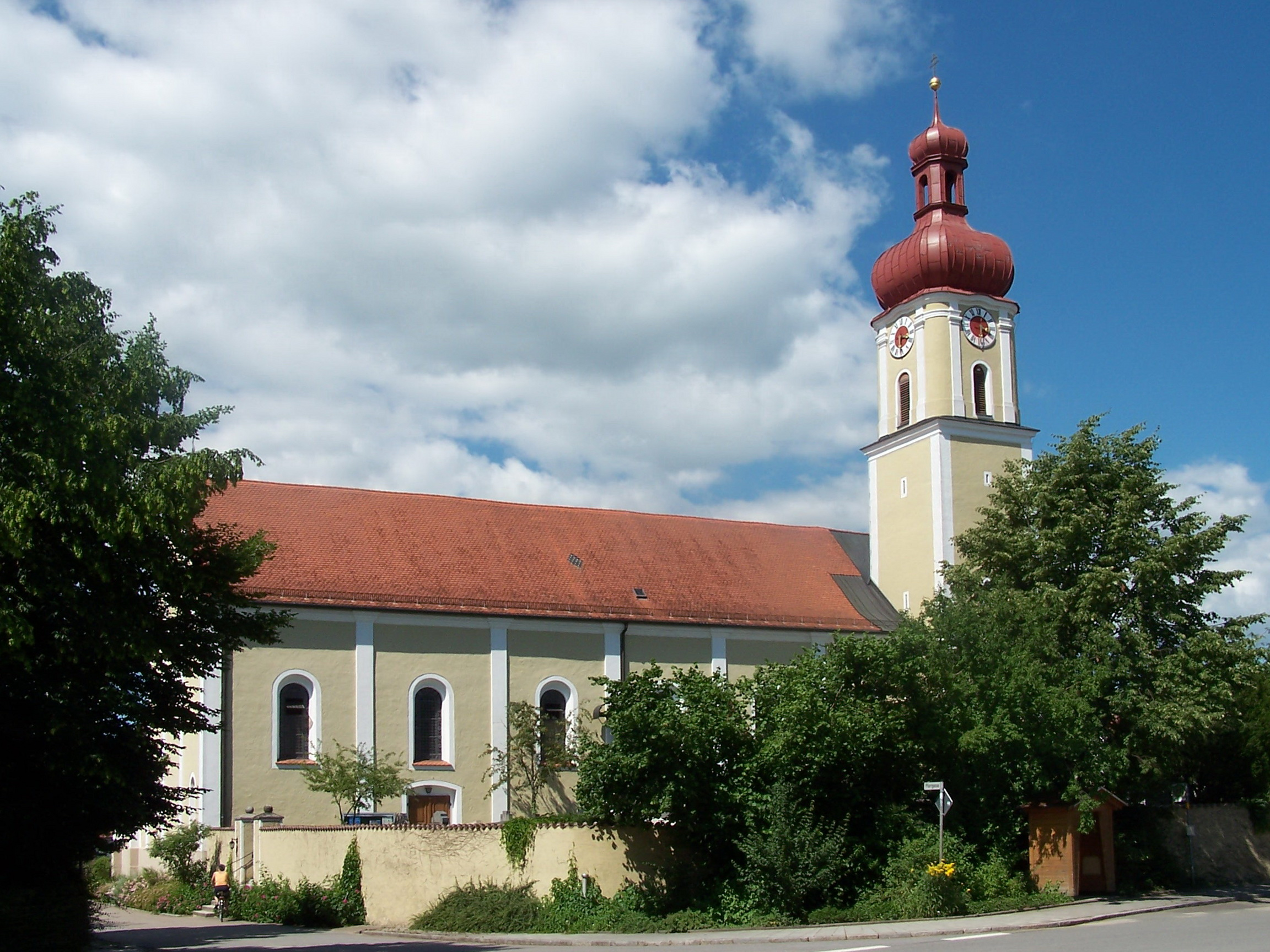
Pfarrkirche St. Johannes in Riekofen

## Geografie

### Geografische Lage
Die Gemeinde liegt zwischen Pfatter und Sünching im nordwestlichen Gäuboden.

### Gemeindegliederung
Es gibt acht Gemeindeteile (in Klammern ist der Siedlungstyp angegeben):
- Amhof (Einöde)
- Bruckhof (Einöde)
- Buchrain (Einöde)
- Hartham (Einöde)
- Oberehring (Dorf)
- Riekofen (Pfarrdorf)
- Taimering (Kirchdorf)
- Unterehring (Weiler)

Es gibt die Gemarkungen Ehring, Riekofen und Taimering.

## Geschichte

### Vorgeschichte
In Riekofen wurde 1995 eine Doppelkreisgrabenanlage entdeckt, die der Pollinger Kultur zugerechnet wird.
Riekofen gilt als bedeutender Fundort von Artefakten aus der Vorgeschichte. Archäologen haben bei einer Grabung nach Siedlungsresten aus dem 15. Jh. in der Nähe von Riekofen im März 2020 einen 2,5 m langen Stoßzahn eines Mammuts gefunden, der dort vor ca. 20.000 Jahren gelebt hat.

### Bis zum 19. Jahrhundert
Riekofen wurde 878 erstmals urkundlich erwähnt. Die adelige und seit 1721 freiherrliche Familie Limpöck, die dem Straubinger Bürgertum entstammte, war seit 1635 Inhaber der Hofmark Riekofen und nannte sich nach ihrem Sitz auf Schloss Riekofen von Limpöck auf Riekofen. Das Schloss wurde 1870 abgebrochen.
Der Name Taimering wurde, obwohl das Dorf wesentlich älter ist, erstmals im 14. Jahrhundert erwähnt. Im Jahre 1858 bekam Taimering einen Bahnanschluss durch den Bau der Strecke Regensburg – Straubing, der Haltepunkt wurde 1988 allerdings eingestellt.

### Gemeinden
Im Jahr 1818 wurden im Königreich Bayern mit dem Zweiten Gemeindeedikt die Gemeinden als Selbstverwaltungskörperschaften errichtet. So entstanden auf dem heutigen Gemeindegebiet die Gemeinden Riekofen, Ehring und Taimering. 
Im Zuge der Gebietsreform in Bayern wurde am 1. Januar 1972 die Gemeinde Ehring eingegliedert. Am 1. Januar 1978 kam Taimering hinzu.

### Einwohnerentwicklung
Zwischen 1988 und 2018 wuchs die Gemeinde von 772 auf 787 um 15 Einwohner bzw. um 1,9 %.

## Politik
- FW: 4
- BB: 4

### Gemeinderat
Der Gemeinderat besteht aus acht Gemeinderäten und dem Ersten Bürgermeister. Bei der Kommunalwahl vom 15. März 2020 haben von den 658 stimmberechtigten Einwohnern 469 vom Wahlrecht Gebrauch gemacht, womit die Wahlbeteiligung bei 71,28 Prozent lag.

### Bürgermeister
Erster Bürgermeister ist seit dem 1. Mai 2014 Johann Schiller (Freie Wähler). Bei der Kommunalwahl vom 15. März 2020 wurde er mit 95,84 % der Stimmen wiedergewählt.

### Wappen
| Wappen der Gemeinde Riekofen | Blasonierung: „Schräglinks geteilt von Schwarz und Gold; auf schwarzem Dreiberg ein Steinbock in verwechselten Farben, der zwischen den Vorderhufen ein grünes Kleeblatt hält.“ |
| Wappen der Gemeinde Riekofen | Das Wappen wird seit 1982 geführt. |

## Söhne und Töchter der Gemeinde
- Wolfgang Krieger (Taufname: Sebastian, 1716–1788), Benediktiner und Abt in Kloster Frauenzell
- Anton Beck (1816–1898), Landwirt und Landtagsabgeordneter

## Bau- und Bodendenkmäler

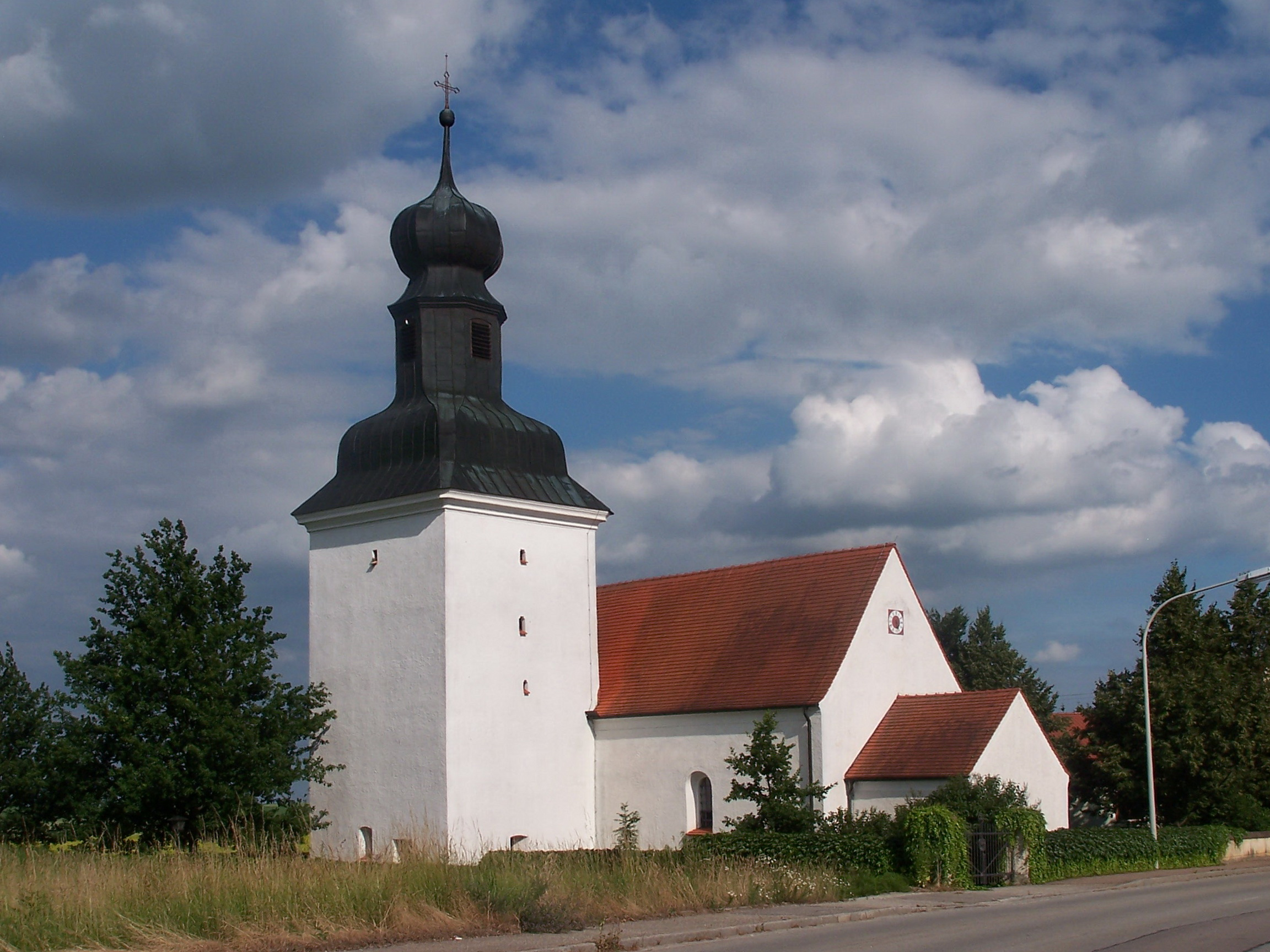
Kirche St. Stephan Oberehring

- Pfarrkirche St. Johannes bapt. und Johannes ev. in Riekofen
- Kapelle Christus an der Geißelsäule in der Kapellenstraße/Hofmarkstraße in Riekofen
- Katholische Kirche St. Margareta in Taimering
- Katholische Filialkirche St. Stephan in Oberehring